# Suessiales
A Suessiales a páncélos ostorosok Dinophyceae csoportjának kládja. 5 tagja a Biecheleriaceae, a Borghiellaceae, a Hemidiniaceae, a Suessiaceae és a Symbiodiniaceae.

## Történet
1993-ban írták le Fensome et al. e néven a Suessiaceaevel együtt. Utóbbi leírásán 2009-ben változtattak Moestrup et al.
2005-ben Murray et al. igazolták a Polarella és a Symbiodinium 18S rDNS-elemzése alapján, hogy monofiletikus, 28S rDNS alapján azonban nem lehetett vizsgálni, mert csak 1 faj 28S rDNS-e szerepelt a vizsgálatban.
2012-ben 8 génes filogenetikai elemzés igazolta többek közt a Suessiales monofíliáját.
2019-ben Adl et al. 2 családjáról írtak, ezek a Borghiellaceae és a Suessiaceae.
2020-ban Knechtel et al. a Dinastridium verrucosumot átnevezték Borghiella verrucosa névre, melyet korábban a Borghiella dodgei szinonimájaként is kezeltek.

## Morfológia
B vagy E típusú szemfoltja van, vezikulumai külső cellulózszerű anyaggal rendelkezhetnek gömbökben. Ezek egyes fajok kloroplasztiszán kívül, másokén belül vannak. Sejtkérge (amfiezma) vezikulumokat tartalmaz, melyek egy része héjlemezeket is tartalmaznak, az ezek alkotta minta alapján azonosítható.
A Suessiaceae egyes fajai nyújtott apikális vezikulummal, a Borghiellaceae fajai apikális nyújtottvezikulum-párral rendelkezhetnek.
Magjai folyadékkristályosak, ez feltehetően a bakteriális hisztonszerű fehérjékkel együtt alakult ki.

## Életmód
Számos faja szimbionta (például Symbiodinium spp.), mások szabadon élők (például Polarella, Sphaerodinium spp.). Vannak mixotróf (például Biecheleria, Baldinia), eukariovor (Baldinia, Prosoaulax), fotoszintetikus (a Protodinium és a Baldinia kivételével minden nemzetség) és bakterivor (Symbiodinium) fajai.

## Ökológia
Szoros kapcsolatban van vírusokkal, számos faja pedig korallok szimbiontája. Vannak ezenkívül szabadon élő fajai is (például E. voratum, P. glacialis).

## Élőhely
Szimbionta fajai elsősorban korallzátonyok közelében élnek, a Polarella-fajok továbbá megtalálhatók a Déli-óceánban és az Északi-tengerben.

## Életciklus
Teljes életciklusa során rendelkezik dinokarionnal. Mozgó állapota kétostorú – a transzverzális több hullámban balra ver, a longitudinális egy vagy kevés hullámban hátra. Interfáziskor kromoszómái együtt maradnak. Mitózisa zárt dinomitózis magon kívüli orsóval.

## Genetika
A legtöbb páncélos ostoroshoz hasonlóan a legtöbb eukariótára jellemző hisztonokkal és hagyományos nukleoszómákkal nem rendelkezik, helyettük a Phycodnaviridae leíratlan fehérjéihez hasonló páncélosostoros/vírus-nukleoproteineket és bakteriális eredetű hisztonszerű fehérjéket használ a DNS-kondenzációhoz.
Jelentős szekvenciakülönbségek vannak azonos nemzetségek különböző fajaiban, ezek gyakran különböző nemzetségekből vett szekvenciáknál is nagyobbak: például a Symbiodinium pilosum Symbiodinium natans referenciának megfeleltetve 1,1% és 91,88% hasonlóságot mutat, a legjobb elemzésnek megfelelő azonosság kisebb, mint a Symbiodinium tridacnidorum és a Cladocopium C92 esetén (92,15%). A hosszú szórt magi elemek (LINE) általában a genom mintegy 0,7%-át teszik ki, azonban a Symbiodiniumban 70–90 Mbp a teljes hosszuk, kivéve a S. pilosumot, melyben ez 171,31 Mbp. Ez alapján González-Pech et al. lehetséges oknak tekintették a Symbiodiniaceae többi nemzetségének LINE-vesztését. Az egyes nemzetségek átlagos genomhossza is jelentősen eltér: míg S. pilosum magi genomja hossza a többi Symbiodinium-genom közel kétszerese, 1,99 Gbp, a szabadon élő Effrenium voratum hosszabb intronokkal, kevesebb pszeudogénnel, jelentősebb RNS-szerkesztéssel rendelkezik, és ez alapján a genom redukciója és hosszának 3 Gbp alá csökkenése a Suessiales diverzifikációja előtt történt.
Számos együtt duplikált géncsoportja van – például a kalmodulin, a szulfotranszferdomént tartalmazó fehérjék és a diszulfid-izomerázok ilyenekben csoportosulnak, sok esetben pedig a fruktóz-biszfoszfát-aldoláz, a víruseredetű páncélosostoros-nukleoproteinek és a kaltraktin is előfordulnak. Ezek azonban gyakran kevés gént tartalmaznak, és feltehetően a Suessiales kialakulása előtti genomredukció körül alakultak ki.
Nem ismertek sxtA1 és sxtA4 gének fajaiban.

### Géncsaládok
15 Suessiales-genom alapján Lin 2024-ben 555 682 lehetséges fehérjeszekvenciát talált, ebből 42 539 alkot géncsaládot. Csak 2500 fehérjének találta meg mind a 15 genomban lehetséges homológját, a legtöbb géncsaládot ágspecifikusnak tekintette.

## Filogenetika
A Symbiodiniaceaet korábban gyakran sorolták együtt a korai Suessia nemzetséggel együtt a Suessiaceaebe a többi héjjal rendelkező páncélos ostoros testvércsoportjaként, de Janouškovec et al.  2017-ben kimutatták, hogy a Symbiodiniaceae nem ide tartozik, így a Suessiaceaeből kivették, így az csak fosszilis tagokat tartalmaz. A Symbiodiniaceae és testvércsoportja, a Borghiellaceae Gymnodinialeshez és Suessialeshez hasonló héjmorfológiája másodlagosan a Gonyaulacales és a Peridiniales közös őseiből lemezszám-növekedéssel levezetett jellemző.
A citokróm c-oxidáz, II. alegység, az rRNS-ek, az ITS stb. génjei alapján filogenetikailag jól meghatározhatók fajközi kapcsolatai.

## Fosszíliák
A késő triásztól ismertek Suessia-, a középső-késő triásztól Rhaetogonyaulacaceae-fosszíliák. Ezek a Gymnodiniaceae és a Gonyaulacaceae–Peridiniaceae csoportok közti átmenetet jelenthetik, de lehetnek a Gymnodiniaceae ágából független elsődlegeslemezszám-csökkenés eredményei is. A mai Gonyaulacaceae- és Peridiniaceae-fajokhoz hasonló fosszíliák a toarciban jelenhettek meg.
Bár korábban a Suessiát a Suessiaceae csoportba sorolták gyakran a Symbiodiniaceae kláddal együtt, ezek alapján a Symbiodiniaceae a többi élő héjas páncélos ostoros testvércsoportja volna, melyet a filogenetikai fák nem támasztanak alá. A morfológiai bizonyítékok nem támasztják alá a két csoport egyesítését sem: bár a két csoport a legtöbb héjas csoportnál több héjlemezsorral rendelkezik, nem ismertek az egyes lemezek homológiái.